# Harasjö
Harasjö är en sjö i Värnamo kommun i Småland och ingår i Helge ås huvudavrinningsområde. Sjöns area är 0,033 kvadratkilometer och den är belägen 192 meter över havet.